# 直島町立直島小学校
直島町立直島小学校（なおしまちょうりつ なおしましょうがっこう）は、香川県香川郡直島町にある町立小学校。

## 沿革
- 1877年8月: 高田小学校開設
- 1882年9月: 直島尋常小学校と改称
- 1907年4月: 直島尋常高等小学校と改称
- 1941年4月: 直島国民学校と改称
- 1947年3月:直島小学校と改称、直島町立直島中学校を併設
- 1959年10月: スクールボート就航
- 1962年4月: 校歌制定
- 2010年6月: 太陽光パネル設置
- 2023年:DOCOMOMO JAPAN選定 日本におけるモダン・ムーブメントの建築に認定される[1]。

## 教育方針
確かな学力と豊かな表現力を持ち、国際社会にたくましく生きる児童の育成

## 周辺施設
- 直島町立直島中学校